# Deutsche Fernschule
Koordinaten: 50° 33′ 2,3″ N, 8° 31′ 45,8″ O

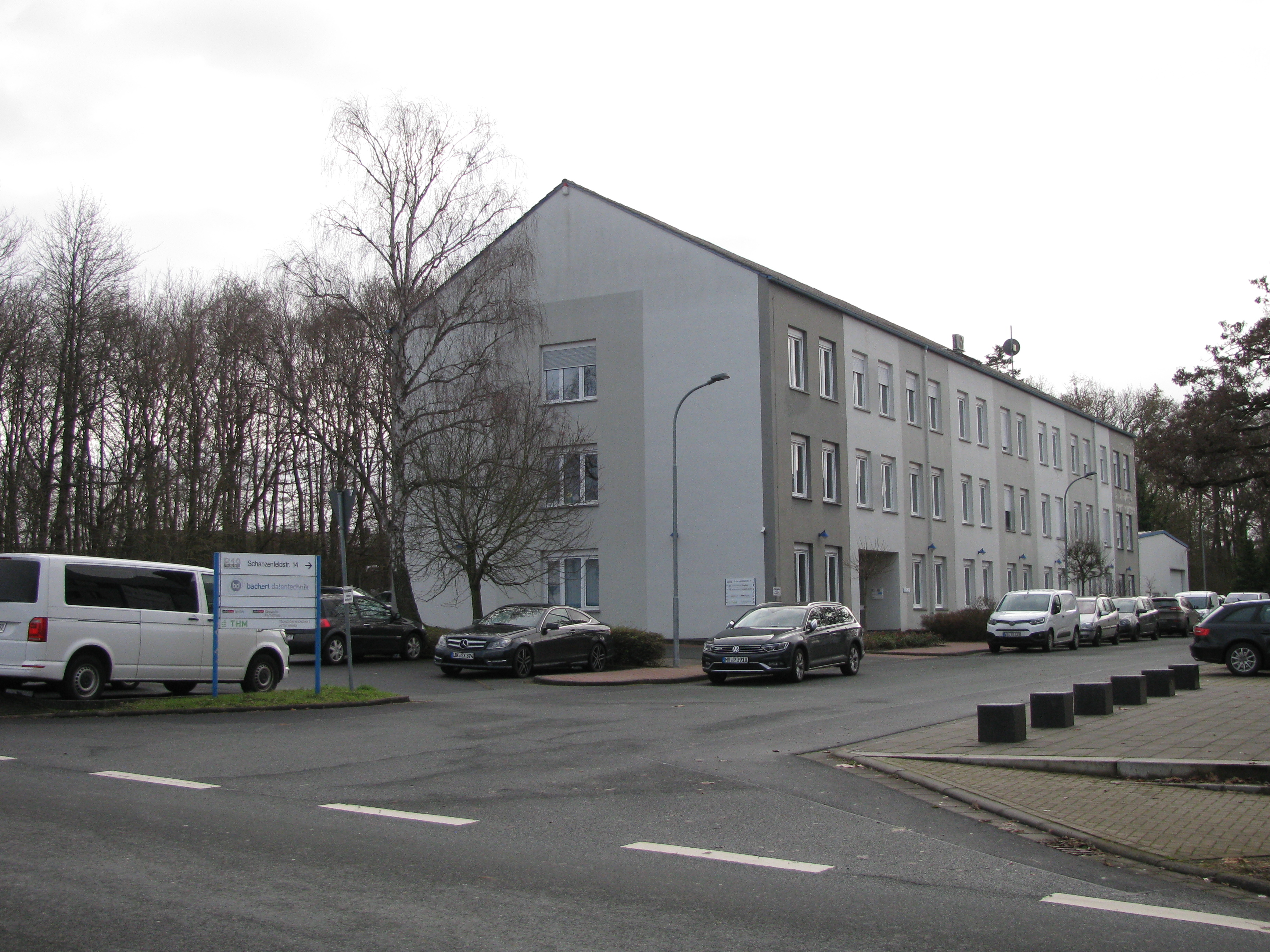
Der Sitz der Deutschen Fernschule an der Schanzenfeldstraße 14 in Wetzlar

Die Deutsche Fernschule mit Sitz in Wetzlar (Hessen) bietet staatlich zugelassenen Fernschulunterricht für deutschsprachige Vorschul- und Grundschulkinder im Ausland an. Zu den Schülern gehören Kinder von Entwicklungshelfern, Diplomaten, Managern, Fachkräften, Missionaren und Berufssoldaten. Die Schule befindet sich in Trägerschaft eines gemeinnützigen Vereins.

## Geschichte
Die Deutsche Fernschule geht auf den Pädagogen Alfred Finken (Ochtendonk bei Koblenz) zurück. Als Lehrer an einem Waisenhaus in Neukirchen-Vluyn am Niederrhein hörte er von der Missionarsfamilie Klaus-Jürgen und Brigitte Muckenhaupt, die im Auftrag der Neukirchener Mission in Kenia tätig war. Für die drei schulpflichtigen Kinder der Muckenhaupts gab es keine Möglichkeit eines Schulbesuchs und das Ehepaar überlegte, ob es die Arbeit in Kenia abbrechen müsse. Um dies zu verhindern, entwickelte Finken die ersten Lernbriefe. In den Anfangstagen stellte er geeignete Schulbücher zusammen und entwarf erste Materialien für die pädagogisch unerfahrenen Eltern sowie Testaufgaben zur Kontrolle des Leistungsfortschritts. Nachdem sich das Angebot herumgesprochen hatte und auch andere Eltern mit Unterrichtsmaterial versorgt werden wollten, wurde 1971 der Verein Deutsche Fernschule e. V. gegründet. 1972 übernahm Alfred Grünhagen die Nachfolge Finkens. 1976 wurde Günter Schwesig Geschäftsführer des Vereins. Das Auswärtige Amt verweist auf die Möglichkeit des Unterrichts an der Deutschen Fernschule.
Im Jahr 1998 zog die Deutsche Fernschule von Gießen nach Wetzlar. 2001 übernahm Georg Pflüger die Geschäftsführung und Schulleitung.

## Angebote
Das Fächerangebot konzentriert sich auf Vor- und Grundschule und deckt die Fächer Deutsch (Jahrgangsstufe 1–6), Mathematik (Jahrgangsstufe 1–5), Sachunterricht (Jahrgangsstufe 1–4), Englisch und Kunst (je zwei Kurse) ab.

### Einzelkurse
Alle Kurse der Deutschen Fernschule können einzeln belegt oder beliebig kombiniert werden. Häufig wird das Fach Deutsch zusätzlich zum Besuch einer lokalen oder internationalen Schule belegt, damit die Deutschkenntnisse des Kindes auf einem altersgerechten Stand gehalten werden und die Rückkehr in das deutsche Schulsystem problemlos möglich bleibt.

### Ersetzender Schulunterricht
Der Fernunterricht bietet die Möglichkeit, einen vollständig schulersetzenden Unterricht zu belegen. Dazu müssen verpflichtend die Fächer Deutsch, Mathematik und Sachunterricht belegt werden. Englisch und/oder Kunst können die Fachauswahl optional ergänzen.

### Basiskurse
Die Basiskurse für das Fach Deutsch vermitteln nach deutschem Curriculum die Kerninhalte Grammatik, Rechtschreibung und Wortschatzbildung für die jeweilige Klassenstufe. Im Vergleich zum klassischen Deutschkurs sind in den Basiskursen die Themen Aufsatzlehre und Literaturbesprechung nicht enthalten. Die Schüler werden somit nicht mit längeren Texten konfrontiert und sind wenig aufgefordert, selbst längere Aufsätze, Briefe, Geschichten etc. zu schreiben.
Zurzeit sind die Basiskurse für die Jahrgangsstufen 1 bis 6 erhältlich.

### Onlinekurse
Die Onlinekurse für das Fach Deutsch sind inhaltlich analog den Basiskursen aufgebaut. Im Unterschied zu diesen werden aber in den Onlinekursen alle Inhalte, Aufgaben und Tests online in einem geschützten Lernportal vermittelt und bearbeitet. Deutsch Onlinekurse sind für die Jahrgangsstufen 4 bis 6 erhältlich.

### Zusätzliche Lernhilfen
Zur besonderen Förderung bei Lernschwierigkeiten und diagnostizierten Lernschwächen wie Dyskalkulie, Legasthenie, Lese-Rechtschreib-Schwäche oder ADS / ADHS / HKS bietet die Deutsche Fernschule Testungen, Fördermodule und Ratgeber für Eltern an.
- Hamburger Schreibprobe
- Hochhaustest
- Modul Wasserglasmethode
- Ratgeber: Mein Kind hat ADHS
- Ratgeber: Elterntraining zu Mein Kind hat ADHS
- Legasthenie: Verwirrt im Buchstabenwald